# Curtis McMullen
Curtis Tracy McMullen (Berkeley, 21 de maio de 1958) é um matemático estadunidense.
Foi palestrante convidado do Congresso Internacional de Matemáticos em Quioto (1990 - Rational maps and Kleinian groups).